# Egg Harbor, Wisconsin
Egg Harbor là một làng thuộc quận Door, tiểu bang Wisconsin, Hoa Kỳ. Năm 2006, dân số của làng này là 250 người.